# Château de La Follie
Le château de La Follie, situé en Wallonie au bord de la Sennette, à Écaussinnes-d'Enghien en province de Hainaut (Belgique), est un manoir du XVIe siècle construit sur les fondations d'un ancien château fort (XIVe siècle).

## Historique
Si le bâtiment actuel n'est pas plus ancien que le XVIe siècle, des fouilles effectuées en 1928 par Pierre de Lichtervelde ont permis de découvrir d'anciennes douves de deux siècles plus anciennes. L'ancien château avait allure de forteresse avec quatre tours rondes avec mâchicoulis reliées entre elles par des murs de trois mètres d'épaisseur, le tout formant un solide quadrilatère. Circonscrit de douves, son entrée était défendue par un pont-levis.
Sous le château actuel se trouvent d'immenses caves voutées, où l'on peut encore voir les fondations des quatre tours d'angle aujourd'hui disparues. La présence d'une cheminée donne à penser que ces lieux étaient encore habitables au XIVe siècle. Au XVIe siècle, pour la construction du nouveau château, le pavement fut surélevé, rendant ces pièces totalement souterraines.

## Festival
Un festival de musique classique de haut niveau y est organisé chaque année en juillet. Le Théâtre royal des Galeries se produit dans le parc du château au mois d'août.

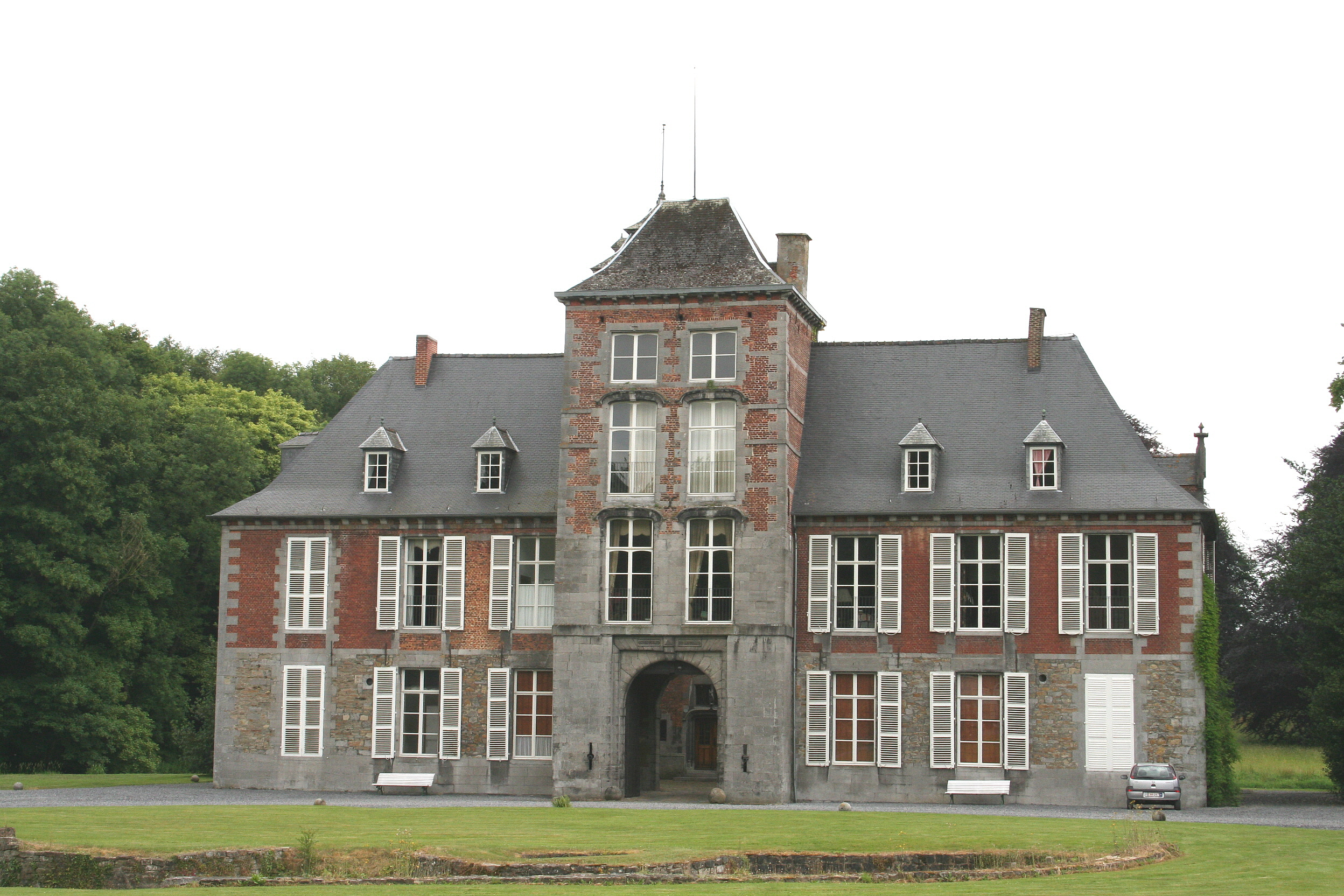
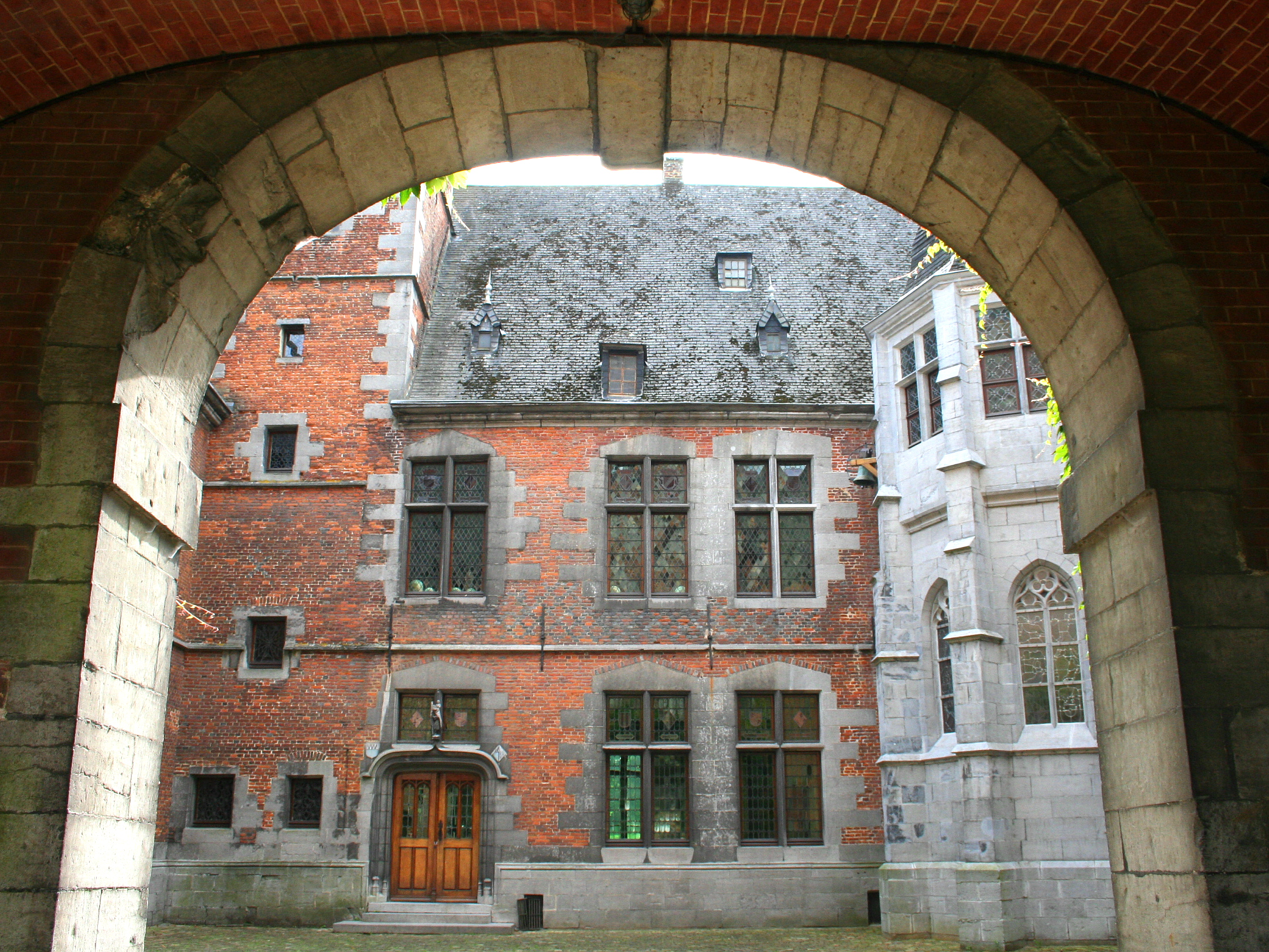
La cour intérieure du château